# Lucien Bonaparte (archidiacre)
Pour l’article homonyme, voir Lucien Bonaparte.
Lucien Bonaparte (Luciano Buonaparte), né le 8 janvier 1718 à Ajaccio et mort le 15 octobre 1791 dans la même ville, est un archidiacre de la ville d'Ajaccio. Il est aussi l'oncle de Charles Bonaparte, lui-même père de Napoléon Bonaparte.
Il est abbé[réf. nécessaire] et archidiacre de la cathédrale d'Ajaccio. Lorsque son frère, Joseph-Marie Bonaparte, meurt le 13 décembre 1763, il a sous sa tutelle son neveu, Charles Bonaparte. En 1781, il offre une bourse à Joseph Fesch, le demi-frère de la femme de son neveu, afin de lui permettre d'entrer au Séminaire d'Aix-en-Provence.